# VRM
Мо́дуль регуля́тора напру́ги або VRM (англ. voltage regulator module) іноді PPM (англ. processor power module — «модуль живлення процесора») — понижувальний перетворювач, який забезпечує мікропроцесор відповідною напругою живлення, перетворення +5 В або +12 В до значно нижчої напруги, необхідної процесору, що дозволяє процесорам з різними напругами живлення бути встановленими на тій же платі. Деякі з них припаяні до материнської плати, а інші встановлюються у вільний слот. Деякі процесори, такі як Intel Haswell, мають функцію стабілізації напруги компонентів на тому ж модулі, що і процесор, а не на материнській платі. Для більшості сучасних процесорів потрібно менше, ніж 1,5 В. Нижча напруга допомагає зменшити розсіювання потужності процесора (TDP).
Деякі регулятори напруги забезпечують фіксовану напругу на процесорі, але більшість з них відчувають, яка необхідна напруга живлення для процесора, по суті діють як плавнорегульований стабілізатор. Зокрема, VRM, які припаяні до материнської плати, повинні робити зондування (sensing), відповідно до специфікації Intel.
Сучасні пристрої обробки графіки (GPU) використовують VRM для підвищення потужності та сили струму.